# 永田能隆
永田 能隆（ながた よしたか、1973年1月18日 - ）は、愛知県知多郡武豊町出身の元プロ野球選手（投手）。
2025年現在は中日ドラゴンズの打撃投手を務めている。

## 来歴

### プロ入り前
武豊町立衣浦小学校、武豊町立富貴中学校を経て武豊高校へ進学した。父親は1997年時点で、愛知県軟式野球連盟半田支部の審判員を務めていた。
高校3年生の時に野手から本格的に投手へ転向した。高校卒業後は名城大学へ進学し、2年春に2部リーグ優勝で1部昇格、4年秋の1994年は優勝して明治神宮野球大会に出場も登板なし。社会人野球の北陸銀行ではナックルボールを武器に、2年目の1996年にNTT北陸の補強選手として都市対抗野球に出場した。
1996年のプロ野球ドラフト会議では指名漏れするが、1997年のドラフト会議でオリックス・ブルーウェーブから6位指名を受け、契約金4800万円、年俸1000万円の契約条件で契約した。担当スカウトは三輪田勝利・渡辺伸治で、背番号は62。武豊町では2人目、武豊高校のOBとしては初となるドラフト指名を受けた。また武豊町長の青木孝憲は、武豊町出身者のドラフト指名は初であると述べている。本人はプロ入りにあたり、オリックスの先輩となった星野伸之や佐藤義則のような投手を目標に挙げていた。

### プロ野球選手時代
即戦力として期待を受けての入団だったが、肩と肘を痛め、1年目の1998年、2年目の1999年ともに一軍（パシフィック・リーグ）公式戦での登板機会はなかった。1998年は二軍（ウエスタン・リーグ）で9試合に登板、1勝0敗0セーブ、投球回11イニング1/3、被安打4、被本塁打0、奪三振15、与四死球8、自責点1、防御率0.79という成績だった。
1999年シーズン途中にはサイドスローに転向し、同シーズンは二軍で17試合に登板、1勝1敗0セーブ、投球回19イニング2/3、被安打12、被本塁打1、奪三振10、与四死球9、自責点5、防御率2.29という成績だった。シーズン終了後には沖縄で若手主体のオープン戦や秋季キャンプに参加していたが、結婚に伴い球団合宿所から新居への引っ越しを翌日に控えていた同年11月12日にオリックスから戦力外通告を言い渡され、同月15日に解雇が発表された。球団側は永田をキャンプに参加させた理由について、翌2000年シーズンへの可能性を見極めるためであったが、結果を残せなかったため戦力外通告にしたと説明した一方、この時期には既に他球団の入団テストは終了していたため、永田は球団側の対応に不信感を抱いていた。また永田は同月18日からの台湾遠征のメンバーにも選ばれていたが、解雇に伴って久保充広が代わりのメンバーに選ばれた。同年12月2日付で、NPBコミッショナー事務局から自由契約選手として公示される。球団からはグループ企業への就職を紹介されたが、これを辞退しており、同年12月12日には富山県富山市内で結婚式を挙げた一方、同月時点でも進路は決まっていなかった。
その後、中日ドラゴンズから打撃投手として採用された。2000年は背番号122を着用して打撃投手を務め、対戦相手となる工藤公康・石井一久、そしてオリックスから阪神タイガースに移籍していた星野伸之の投法を真似しながら投げていた。一方で本人は現役続行に未練があり、またヘッド兼投手コーチの山田久志が左投手不足のチーム事情から、6月ごろから永田に現役復帰を勧めていた。オフのハイサイ・リーグで入団テストを受け、4試合に登板して6イニングを無失点に抑え、同年10月25日には中日と選手契約を結ぶことが決まった。打撃投手からの現役復帰は異例で、復帰にあたっては山田からサイドスローでの転向を条件とされたことから、スコアラーに相談した上で斎藤雅樹の投球フォームを参考にフォーム改造に取り組んだという。背番号は94。
しかし2001年も一軍（セントラル・リーグ）公式戦では登板できず、二軍（ウエスタン・リーグ）で練習している折に「レギュラーに生きた球を打たせたい」との理由から、一軍選手の打撃練習で打撃投手を務めるよう依頼されることが増えていき、自身の練習はできなくなっていったという。同シーズンは二軍で8試合に登板、完投0、0勝1敗0セーブ、投球回6イニング1/3、被安打11、奪三振2、与四死球3、失点6、自責点6、防御率8.53の成績だった。同年10月12日に中日から戦力外通告を受け、同年12月2日に自由契約選手として公示された。

### 現役引退後
2001年オフの戦力外通告にあたって再び中日から打撃投手の勧誘を受け、同シーズン限りで現役を引退し、2002年からは再び中日で打撃投手を務めている。2002年から着用している背番号118は自身の誕生日に由来するもので、2025年時点までにレオ・ゴメス、タイロン・ウッズ、トニ・ブランコらの打撃練習を担当した。

## 詳細情報

### 年度別投手成績
- 一軍公式戦出場なし

### 背番号
- 62 （1998年 - 1999年）
- 122 （2000年）
- 94 （2001年）
- 118 （2002年 - ）